# Willem Verstegen
Willem Verstegen (Vlissingen, 1612 - Ajmer, 1659) was een koopman in dienst van de VOC, opperhoofd in Dejima en raad van Indië.

## Leven

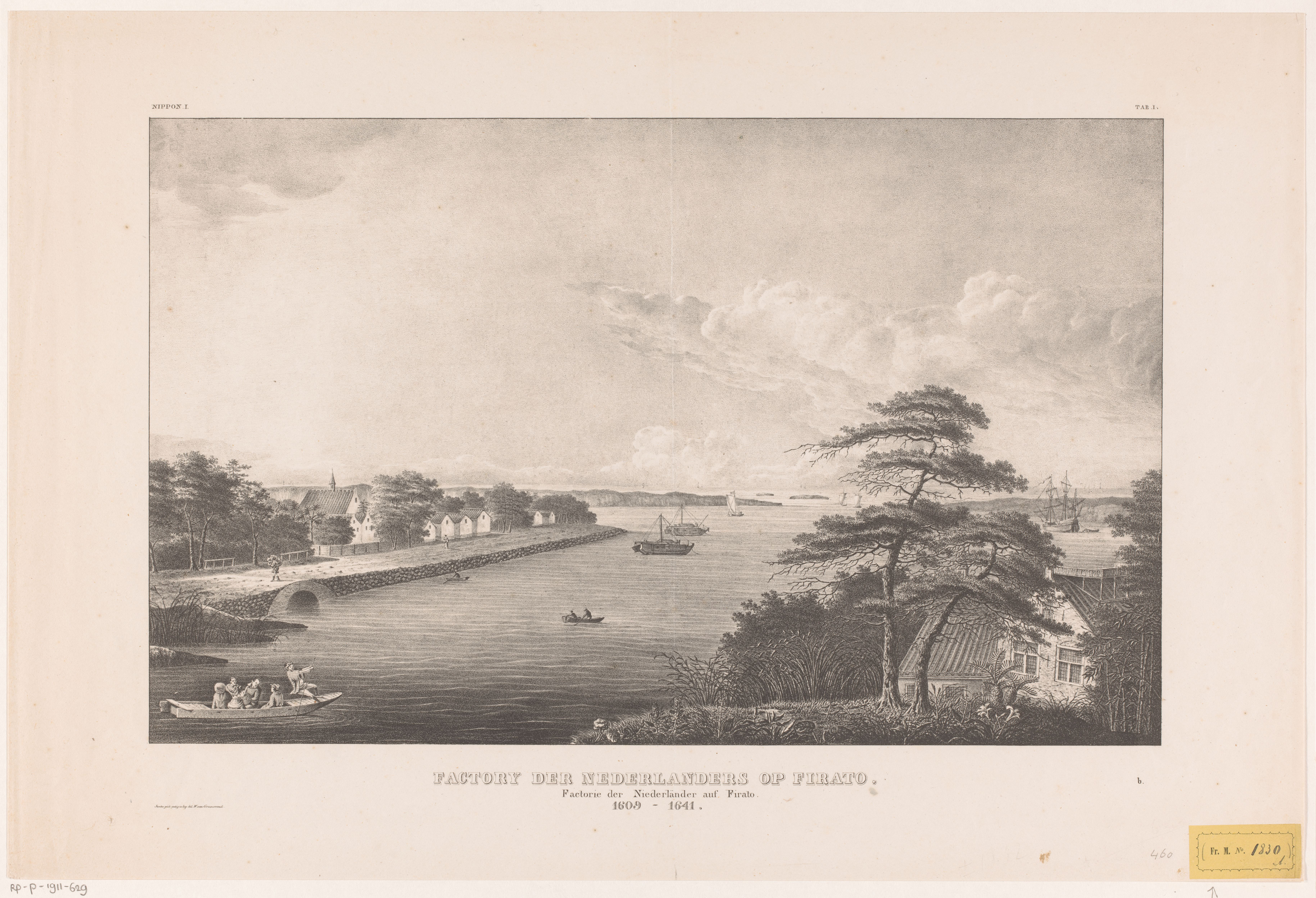
De factorij op Firando (Hirado), op een prent uit 1832.

### Nagasaki
Willem Verstegen is omstreeks 1612 geboren, verder is weinig over zijn jeugd bekend. In 1629 vertrok hij als assistent naar Batavia, om in 1632 naar Japan te worden gezonden, waar hij als onderkoopman werkzaam was op de factorij te Firando. In 1633 werd hij als factoor geplaatst te Nagasaki. Hij ontmoette daar een aantal Hollanders, die sedert 1609 in Japan verbleven en er zelfstandig handel dreven. De voornaamste onder hen was Melchior van Santvoort, die met een Japanse was gehuwd en bij haar een dochter had. Verstegen was nog nauwelijks in Nagasaki of hij vroeg deze dochter ten huwelijk. Zij was toen ongeveer 12 jaar oud, maar volgens hem 'naer dezes landts wijse' al huwbaar. In 1635 werd hij aangesteld als koopman.

### Goud- en zilvereiland

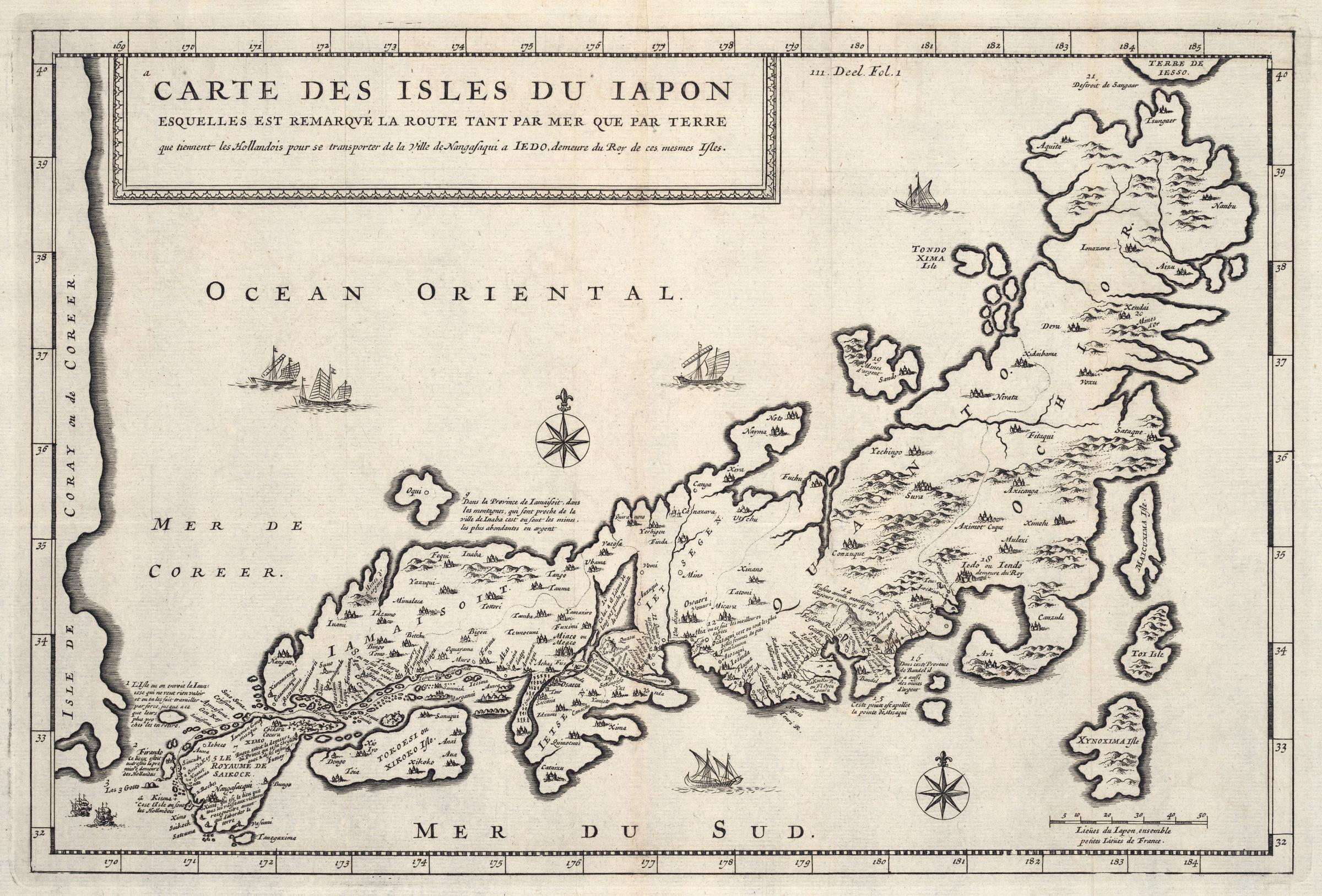
18e-eeuwse kaart van Japan.

Eind 1635 schreef hij twee adviezen aan gouverneur-generaal Hendrik Brouwer en de Raad van Indië. Het ene ging over de handel in Hirado en de wenselijkheid ook een factorij te openen in Nagasaki. Het andere heette Remonstrantie ofte Corte Voorstellinghe, omme een grooten schadt, ofte wel nieuwen aenvang van negotie te crijgen, op het rijck ende Gout- ende Silver-Eijlandt, gelegen in de Zuytzee, ter hoochte van 37 1/2 graden, benoorden de Linie Equinoctiael. Het ging over geruchten over de ontdekking door de Spanjaarden van een eiland waar 'men 't gout ende silver, by maniere van spreecken, bynaer maer by de strant opraepte; ja, hunder ketelen ende ander cocx-gereetschappen daervan gesmeden waeren.' Dergelijke geruchten over een El Dorado deden al jaren de ronde bij de Spanjaarden in Amerika. De geruchten werden bevestigd door Vincent Romeijn, een particulier koopman uit Brugge die in Spaanse dienst via Mexico in Nagasaki was neergestreken. Om de Spanjaarden voor te zijn adviseerde Verstegen om vanuit Japan twee jachten met wat proeven van koopwaar naar het eiland te laten zoeken: 'een groot hooch lant' ongeveer 400 Spaanse mijlen ten oosten van Japan. Romeijn bood aan om zelf mee te gaan. Naar aanleiding hiervan zouden op aandringen van de Heren XVII onder Brouwers opvolger Antonio van Diemen meerdere ontdekkingsreizen ondernomen worden. In 1639 was er een eerste expeditie onder Matthijs Quast, die echter geen succes had. Een tweede expeditie vertrok in 1643 onder leiding van Maarten Vries en Hendrick Cornelisz Schaep. Schaep en negen bemanningsleden van het jacht Breskens werden in de baai van Yamada in het noorden van Japan gevangengenomen na door courtisanes van het schip te zijn gelokt. De ware toedracht is onduidelijk omdat het scheepslogboek niet bewaard is gebleven.

### Terug naar Batavia

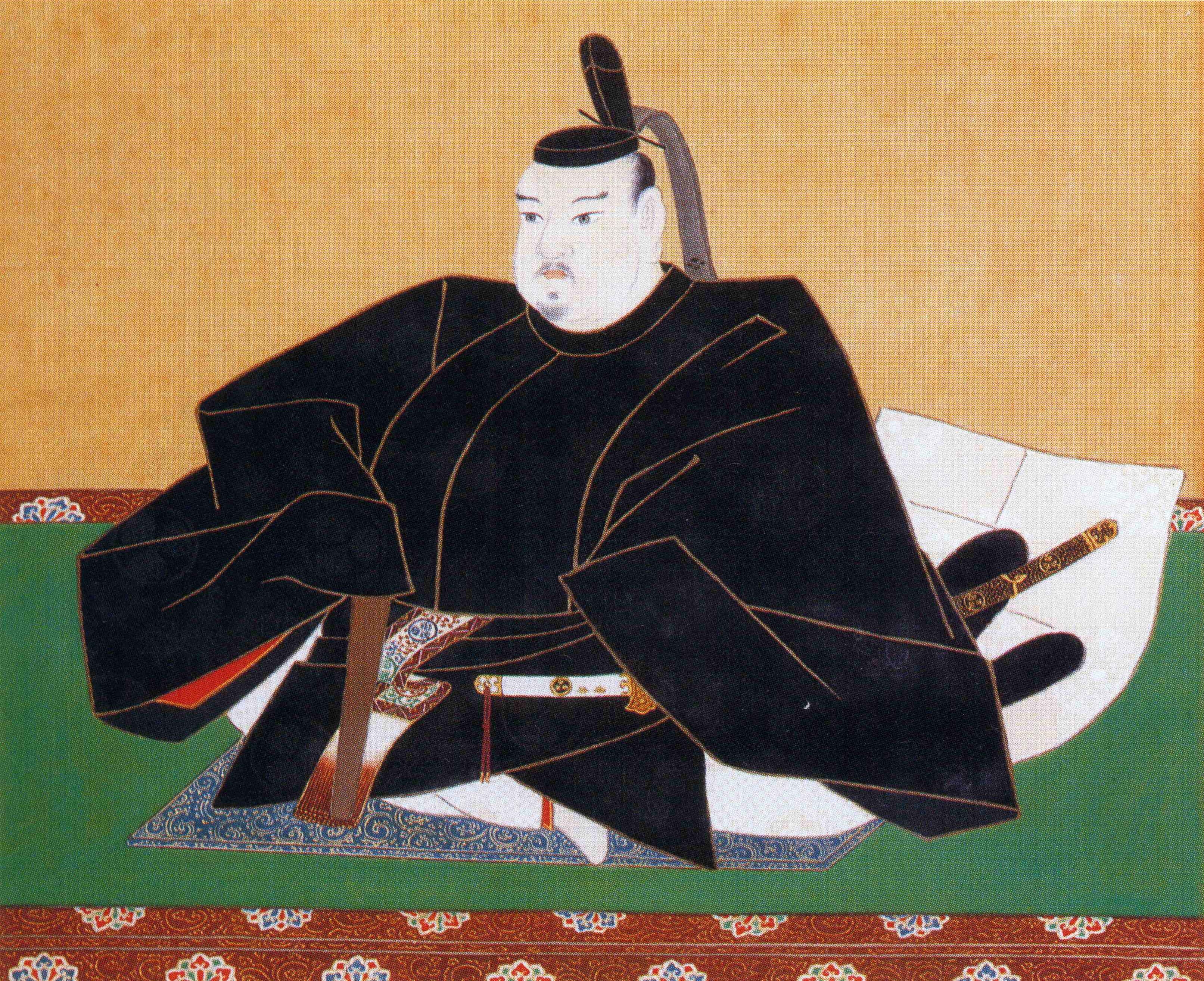
Tokugawa Iemitsu

In augustus 1639 vaardigde de shogun Tokugawa Iemitsu een nieuwe serie bevelen uit ter restrictie van contacten met het buitenland. Hij had zijn grootvader Ieyasu vergoddelijkt tot Tosho, 'Licht dat in het Oosten schijnt', in oppositie van zowel de pretentie van de Chinese keizer ('Zoon van de Hemel') als van het Christendom. Alle Portugezen moesten het land uit. De Nederlanders moesten al hun gebouwen in Hirado waarop christelijke jaartallen stonden afbreken en verhuizen naar het door de Portugezen verlaten kunstmatige eiland Dejima. Ook moesten alle Japanse vrouwen die met Europeanen waren gehuwd of samenleefden met hun kinderen het land verlaten. Verstegen vertrok dus in oktober met zijn vrouw en inmiddels tweejarig zoontje Geraerdt en ook zijn schoonouders Van Santvoort naar Batavia. Onderweg werd in Formosa zijn huwelijk ingezegend.
Na zijn aankomst in Batavia schreef Van Diemen over hem: 'noch al jongh ende moedich, doch van redelijck verstandt ende capabel de Comp. dienst te doen; moet meer aen sijn devoir gehouden'. In januari 1640 werd hij benoemd tot secretaris van de Raad van Justitie, en in mei 1641 tot 'Vendrich der Burgerwacht', een aanzienlijke functie. Ook werd hij diaken. Met de retourvloot van eind 1641 keerde hij terug naar de Republiek, om in 1645 opnieuw naar Indië te gaan, nu als opperkoopman aan boord van het jacht Vogelstruis.

### Opperhoofd in Dejima

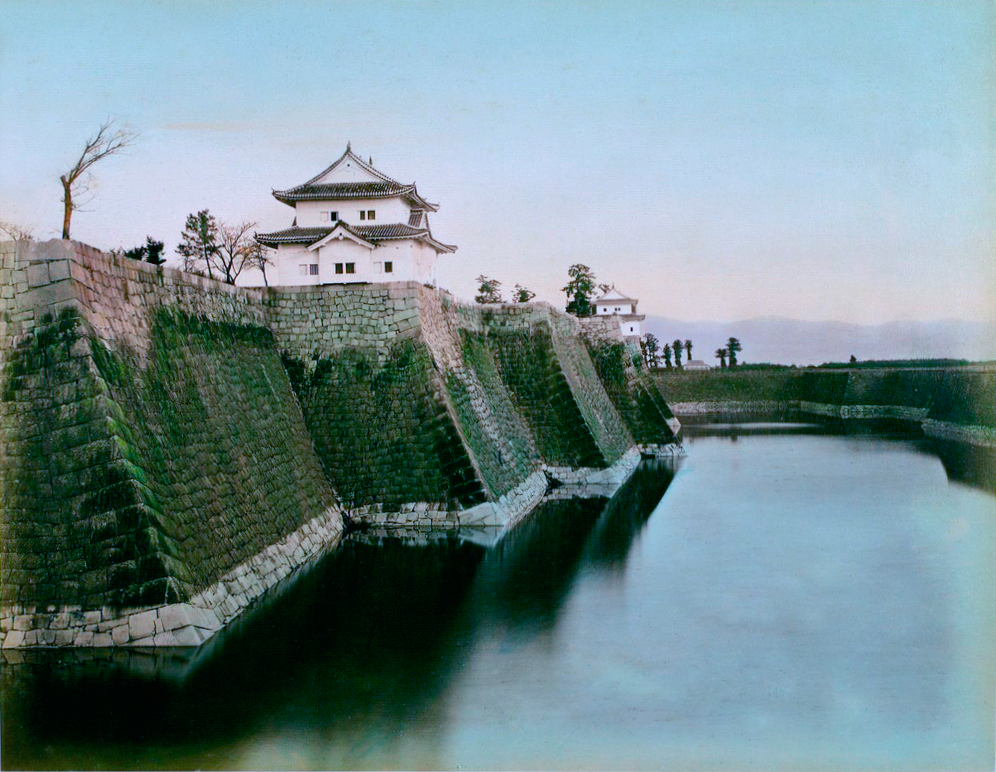
Stadsmuur van Edo met wachttoren (1868)

In 1646 werd Willem Verstegen benoemd tot opvolger van Reynier van Tzum als opperhoofd van de factorij in Deshima van 28 oktober 1646 tot 10 oktober 1647. De opperhoofden mochten van de shogun maar een jaar aanblijven. Verstegen kwam op het eiland aan in gezelschap van Jan van Riebeeck. Hij bracht een verplicht bezoek aan de shogun Tokugawa Iemitsu in Edo. Hij had levende have bij zich zoals twee kamelen, een civetkat, een kasuaris, twee kakatoes, diverse medicijnen en een perspectiefkast, misschien van de hand van Samuel van Hoogstraten, die daarom bekendstond. Verstegen werd onder andere 'de ordinarij lesse voorgehouden, van dat de Nederlanders haer voor de Roomse Christenheyt moesten wachten ende versorgen, dat geene papen noch hare ornamenten door onse schepen in Jappan en quamen'.

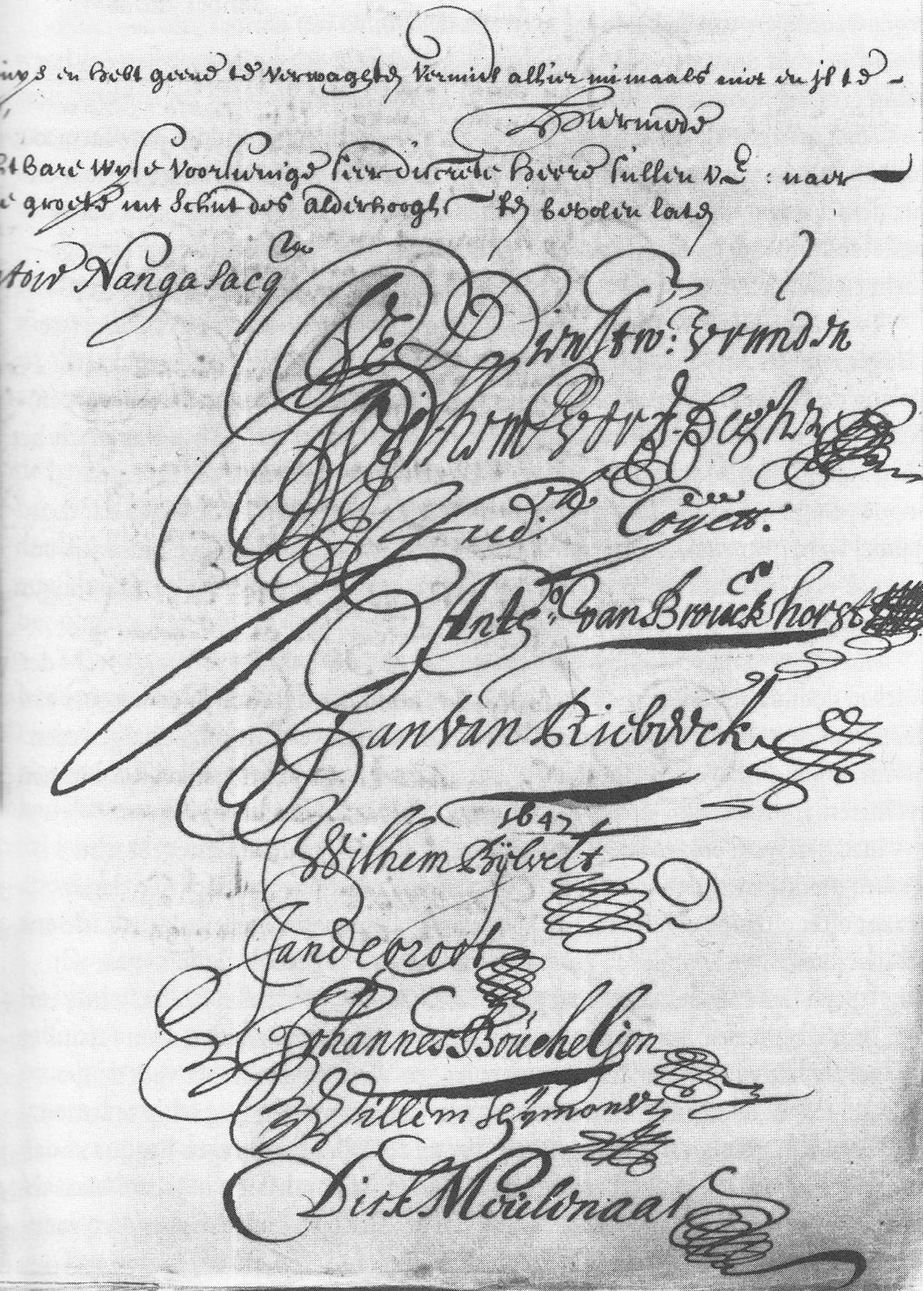
VOC-factorij in Dejima in 1647: Handtekening van Willem Verstegen, Frederick Coyett, Anthony van Brouckhorst, Jan van Riebeeck, Willem Bijlvelt, Jan de Groot, Johannes Boucheljon, Willem Thijmonsz en Dirck Meulenaar.

Na zijn audiëntie werd Verstegen door de naaste vertrouweling van de shogun Makino Chikashige dringend gevraagd wanneer Jan van Elseracq terugkwam om als speciale gezant van de Republiek het Japanse hof te bedanken voor de vrijlating van schipper Hendrick Schaep en de andere bemanningsleden van de Breskens. Volgens de Japanners had Van Elseracq beloofd om de vrijlating in de Republiek te gaan melden en met speciale geschenken terug te komen. De Raad van Indië in Batavia was daar niet van op de hoogte en besloot 'dat gemelten Elserach buyten sijne ordre al vrij wat breedt gewaydt ende de Japanse heeren wonderlijcke dingen wijsgemaect heeft', maar dat Van Elseracq die belofte gedaan heeft is erg onwaarschijnlijk. De Raad nam het Verstegen kwalijk dat hij aan het hof privézaken had aangekaart, in casu geld dat zijn schoonvader Van Santvoort na zijn gedwongen vertrek uit Japan nog tegoed had, wat 'bij de Jappanders voor groot affront gereeckent wort'.
Verstegens verslag van zijn reis naar Edo is uitermate gedetailleerd; hij noemt de namen van plaatsen, beschrijft het landschap en vertelt wat hij zag en hoorde. Het bewaard gebleven persoonlijk dagboek van Verstegen is een waardevolle bron ten aanzien van de geschiedenis van de laatste fase van de missie van de jezuïeten in Japan.
In november ging Verstegen met de fluit Hillegaersberch via Formosa terug naar Batavia, met onder andere 34 kisten zilver en 738 kisten koper aan boord. De Zweed Frederick Coyett werd zijn opvolger.

### Raad van Indië en commissaris van de noorderkwartieren

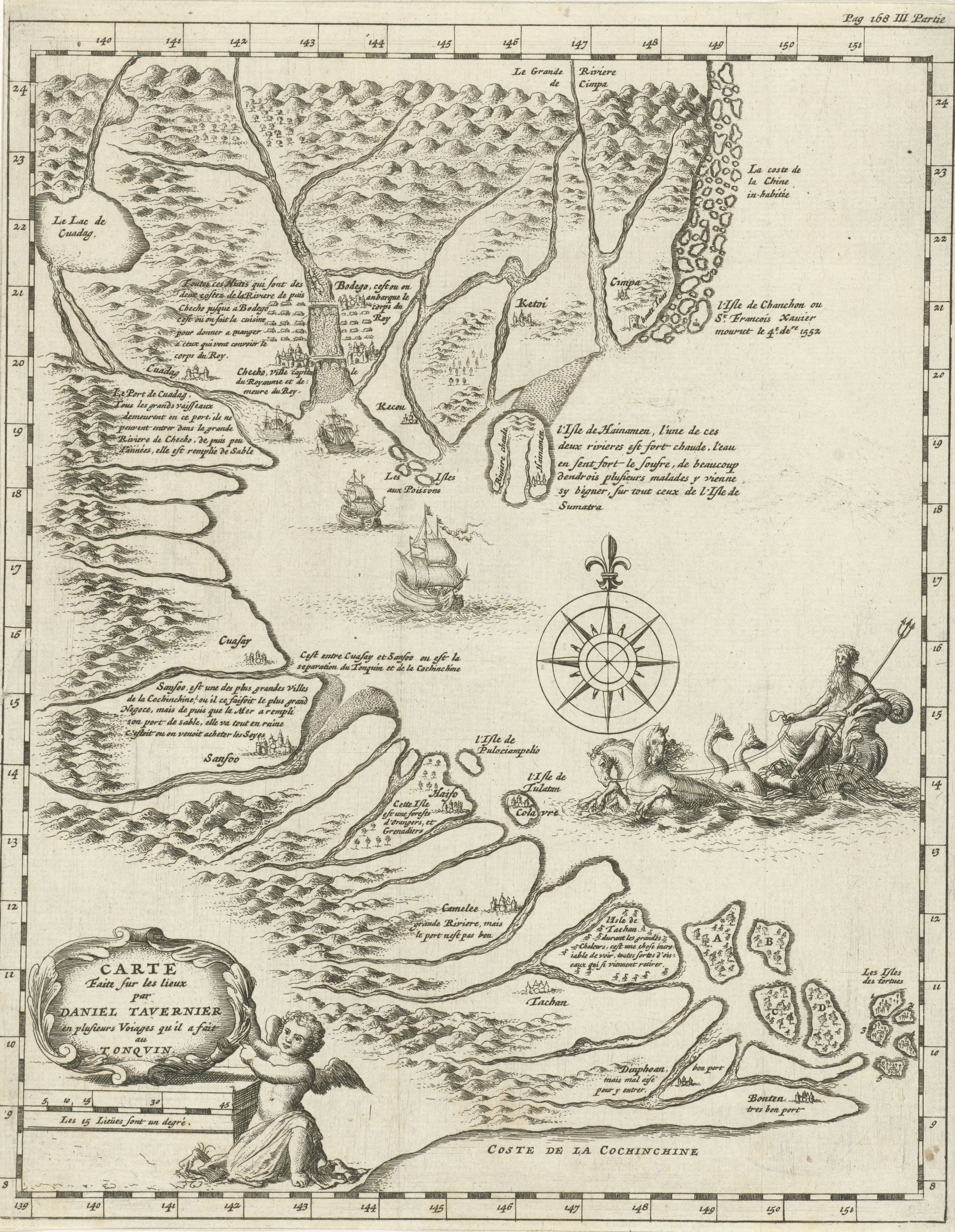
De kust van Tonkin.

Op 7 september 1650 werd hij, zich hebbende 'gepurgeerd van de hem aangewreven calumniën over zijne directie in Japan', benoemd tot extra-ordinaris lid van de Raad van Indië en commissaris van de noorderkwartieren, op voorspraak van de nieuwe gouverneur-generaal Carel Reiniersz. Ook werd hij Cassier en president van het College van Kleine Gerichtszaken.
Op 12 april 1651 ging hij in zijn functie van commissaris naar Fort Zeelandia op Formosa en naar de onderling strijdende staatjes Tonkin en Quinam (in het huidige Vietnam). Hij reisde met het 'oorlochsjacht Delfshaven' en de jonk Catwijck, en kreeg ook wat koopwaar mee.

#### Tonkin
In juni was hij in de factorij in Tonkin, waarvan vermoed werd dat de medewerkers zich bezig hielden met ongeoorloofde particuliere handel. Verstegen constateerde dat het opperhoofd Jan de Groot de boekhouding niet goed bijgehouden had. Hij moest meekomen naar Formosa om zich te verantwoorden bij de fiscaal. Vervolgens mocht Verstegen in een grootse ceremonie voor de koning en zijn hovelingen verschijnen en werden er geschenken uitgewisseld. Verstegen kreeg onder andere een gouden plaat 'dienende tot een bewijs van eeuwige vrede ende nieuwe, onverbreeckelijcke gunst', die in een grootse optocht naar de factorij werd gebracht. De koning ontving als tegenprestatie twee bronzen en twee ijzeren kanonnen met toebehoren. De koning wilde twee gezanten met Verstegen meezenden naar Batavia maar die wees dat af omdat hij nog naar Formosa en naar Quinam moest, waarmee Tonkin in oorlog was. De gezanten zouden met een later schip opgehaald worden.

#### Formosa

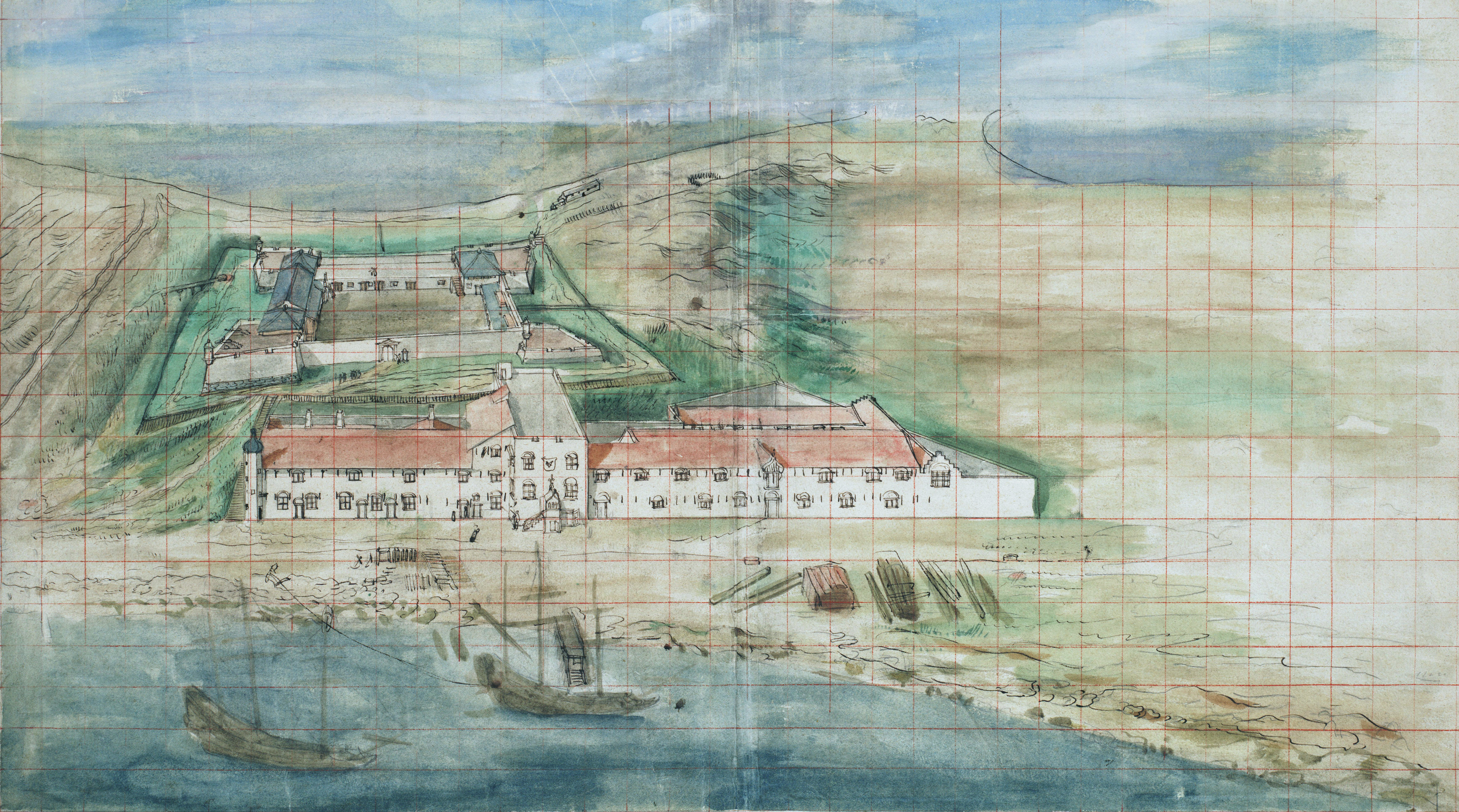
Overzicht van Fort Zeelandia in Tainan, Taiwan/ ca. 1635/ 73 x 103 cm/ Nationaal Archief, Den Haag, Nederland

In augustus kwam hij aan in de kolonie op Formosa voor inspectie van de kerk en de school. Zacharias Wagenaer was er zijn klerk. Ook moest hij bemiddelen in de hoogopgelopen ruzie tussen de gouverneur Nicolaas Verburg en de fiscaal Dirck Snouck enerzijds en de predikanten Daniël Gravius en Gilbert Happart en Verburgs secunde Frederick Coyett anderzijds. De predikanten hadden bestuurlijke taken naar zich toegetrokken, zoals het innen van belastingen en lokale rechtspraak,  en hadden zich daarbij volgens Verburg schuldig gemaakt aan 'schraperijen, usurpatien, stoute onderneminghen ende verdere quade handelingen ende practycqen'. Gravius vocht de beschuldigingen aan door middel van brieven die volgens Verburg lasterlijk waren. Het lukte Verstegen niet dit conflict op te lossen. Hij schreef dat: 'de groote onlusten alhier ter plaetsen geresen, soo hoogh geclommen ende gestegen waren... dat het niet wel aen te nemen, noch om gelooven was.' Na het vertrek van Verstegen in november beklaagde Verburg zich over hem in een brief aan de Raad van Indië. Hij zou zich door de predikanten hebben laten inpakken.

#### Quinam

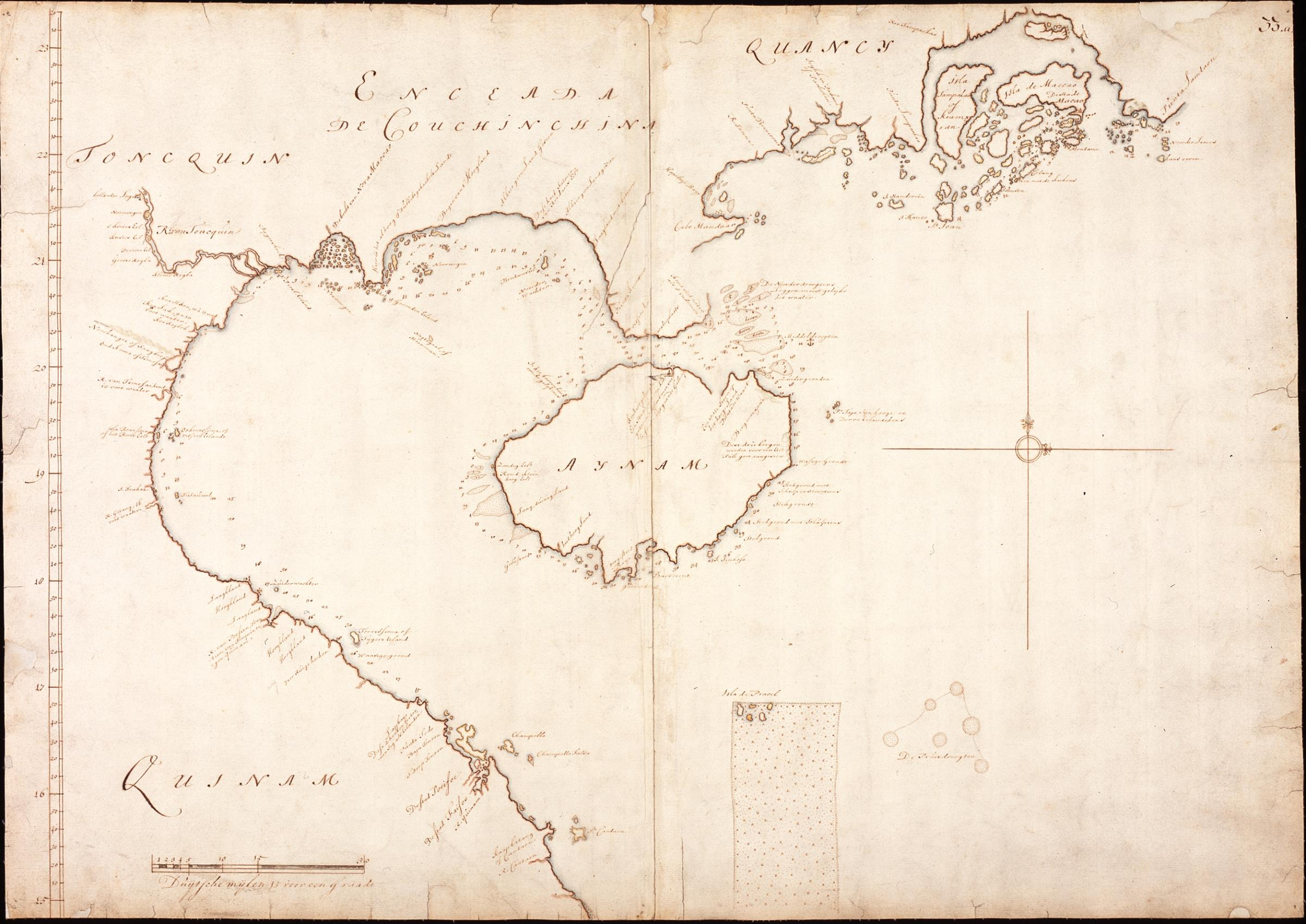
Quinam en Tonkin.

In Quinam trad hij op als gezant om het conflict tussen de VOC en de vorst, Nguyen Phuoc Tan, bij te leggen en wederzijds gevangenen vrij te laten. In eerste instantie leek dat te lukken. Er werden geschenken uitgewisseld en er werd een vredes- en handelsverdrag opgesteld ('Accoordt ende eeuwigh verbondt van vreede'). Verstegen kocht een huis in de havenstad Pheypho (het huidige Hội An) voor de vestiging van een factorij, maar na zijn vertrek in december ging het direct weer mis. De koning wilde zijn schip onderzoeken op de aanwezigheid van gezanten naar Batavia uit het vijandige Tonkin. Er zouden meer dan 30 'Toncquinders in Chinese habiten verborgen geweest' zijn. Verstegen had het onderzoek geweigerd en was vertrokken. De door hem achtergelaten onderkoopman Hendrick Baron en zijn vier medewerkers werden toen gevangen genomen en ter dood veroordeeld. Vlak voor hun openbare onthoofding op de markt kregen ze gratie van de koning en mochten ze terugkeren naar Batavia. De koning wilde zich alsnog aan het vredesverdrag houden als hij voortaan alle bezoekende schepen mocht onderzoeken, maar de VOC hield het voor gezien. Zij deed voortaan alleen nog zaken met Tonkin.

### Consideratie en advies

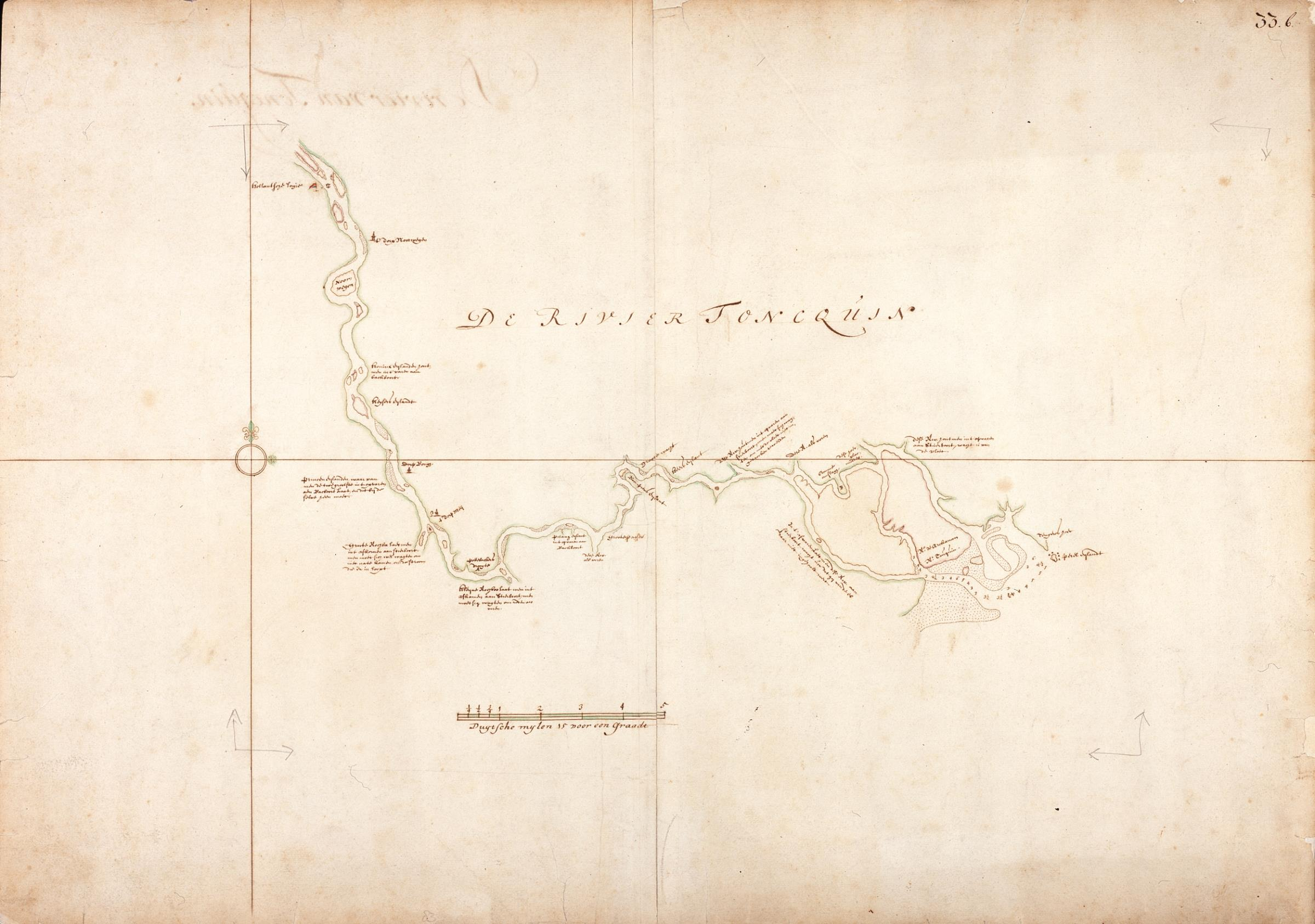
De rivier van Tonkin, van de monding rechts tot aan de VOC-handelspost linksboven.

Terug in Batavia leverde hij in januari 1652 zijn rapport in. Hij werd benoemd tot lid van de Raad van Justitie, en in februari ook tot 'Capiteyn der Pennisten' in Kasteel Batavia. Enkele jaren eerder hadden de Heren XVII de Raden van Indië gevraagd een 'consideratie en advies' te schrijven over de mogelijke vestiging van vrijburgers en het toestaan van vrije handel op diverse locaties in Indië. Ook Verstegen gaf zijn mening. Hij vond een tussenvorm een slecht idee. Het was óf volledig openstellen óf verbieden, waarbij Verstegen voor het laatste koos, want vrije handel zonder nadeel voor de Compagnie 'kon niet wel geschieden, en is er geen proffyt te doen, waartoe dan de vrije lieden aangemoedigd; is er wel proffyt te doen, waarom zoude Comp. dan dien handel niet waarnemen'. Ook waren de vrijburgers volgens hem vaak onkundige, ruwe lieden die dikwijls door eigen schuld in de problemen kwamen bij de inheemse bewoners. De raadsleden hadden uiteenlopende meningen over deze kwestie. Joan Maetsuycker bijvoorbeeld was juist vóór kolonievorming door vrijburgers, zodat de Compagnie kon bezuinigen op de kostbare garnizoenen en ander personeel. De Heren XVII besloten in april 1652 na ook advies gevraagd te hebben aan het Haags Besogne 'op den ouden voet' verder te gaan en geen kolonisatie en vrije vaart toe te laten.

### Uit dienst
In oktober 1652 werd Verstegen door de Heren XVII plotseling teruggeroepen naar Nederland. De reden was een ongeoorloofde briefwisseling met Robertus Junius. Deze was van 1629 tot 1643 predikant op Formosa geweest. Vermoedelijk ging de correspondentie over particuliere handel. Van de Raad van Indië moest Verstegen een hem door gouverneur-generaal Reyniersz gegeven stuk land bij Batavia teruggeven aan de Compagnie. Hetzelfde gold voor geschenken die hij van de koning van Tonkin had gekregen. In december vertrok hij op het schip Prinses Royaal met de retourvloot van zijn collega-raadslid Gerard Demmer naar Nederland. Vanwege de Eerste Engels-Nederlandse Oorlog voer de vloot om Schotland heen en werd zij het laatste stuk begeleid door een oorlogseskader van Witte de With. Toeval of niet, de vlootpredikant op dat eskader was Robertus Junius, die toen juist dienst had genomen, en daarna weer afzwaaide. In november 1653 kwam de Prinses Royaal bij Texel aan, waarna Verstegen uit dienst van de VOC ging.

## Dood
Over Verstegens tijd in Nederland is niets bekend. In augustus 1657 kreeg men in Batavia bericht uit Bantam over het bezoek van drie Engelse schepen, 'ende was bij haer Comp. seecker persoon, die in U Ed. diensten voor desen in groote qualiteijten gebruijckt is geweest', waarmee Verstegen bedoeld werd. Hij zou al 4 of 5 maanden voor Bantam geweest zijn, 'sonder nochthans bij d'onse gesien te wesen, waeruijt vastelijcken gelooven hij sijn stevens naer Japan, Toncquijn of wel China gewent heeft, dat den tijt sal openbaren'.

### Suratte

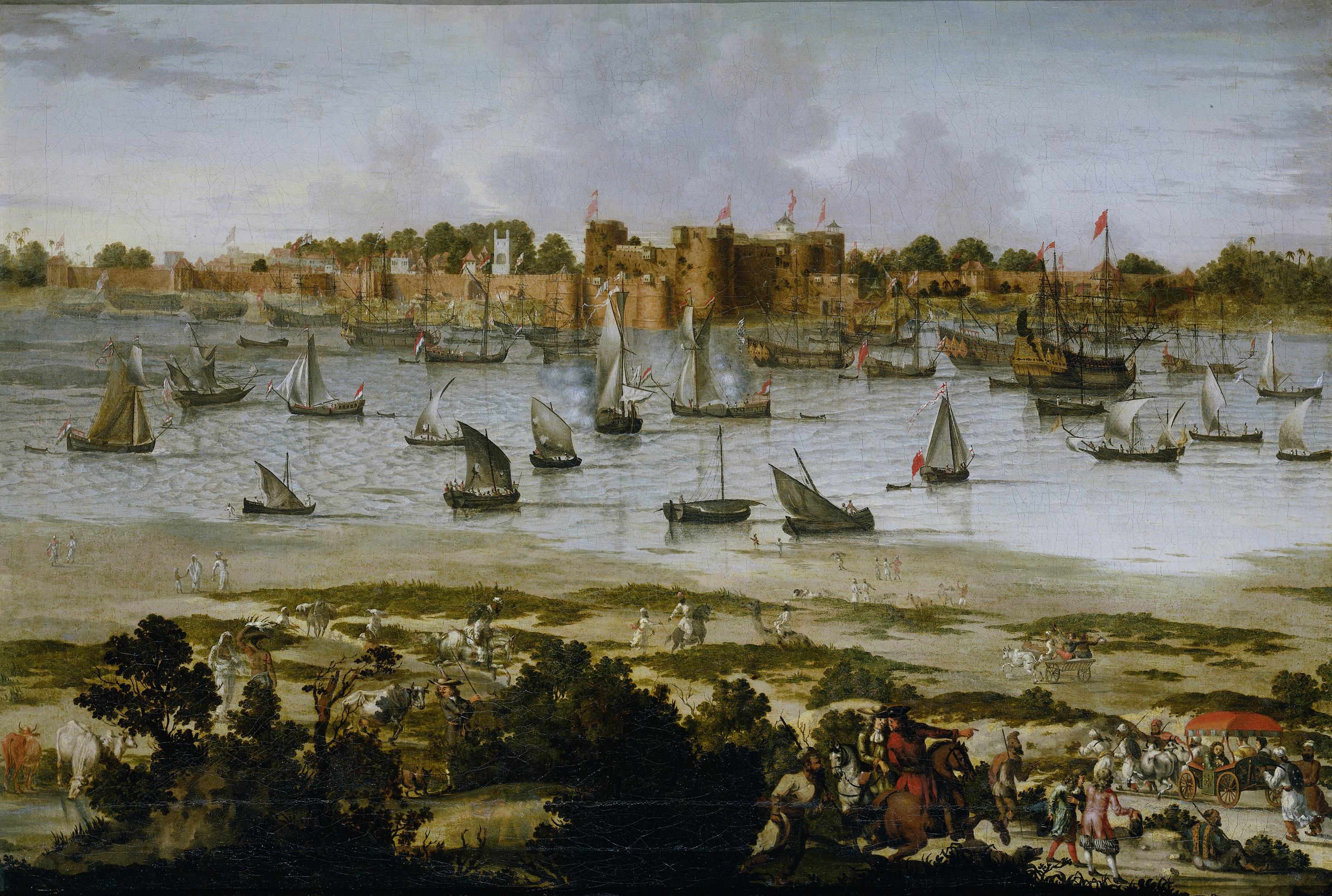
Gezicht op Suratte.

Desondanks verscheen hij in februari 1658 met het Engelse jacht Adventure Merchant in de havenstad Suratte in het noordwesten van India, vergezeld van zijn beide zonen Geraerdt en Melchior, zijn dochter en een nicht. De nicht was waarschijnlijk Anna Groeneveld, de bruid van de op de VOC-factorij van Suratte werkzame Ewoud van Dishoeck. De situatie in Suratte was toen chaotisch. In september 1657 was de 63-jarige mogolkeizer Sjah Jahan ziek geworden, en nog voor hij overleed barstte er een strijd los tussen zijn vier zonen om zijn opvolging. Suratte was daarbij belegerd en ingenomen door de jongste, Murad Bakhsh, die daarna samen met de derde zoon, Aurangzeb, optrok naar Agra, waar de oudste zich verschanste: Dara Shikoh. Deze had in eerste instantie de beste papieren om zijn vader op te volgen, maar uiteindelijk zou Aurangzeb aan het langste eind trekken. Hij liet zijn drie broers ombrengen en zette zijn zieke vader gevangen in het Rode Fort van Agra.
De VOC had sinds 1620 een factorij in Suratte. In een woning vlakbij nam Verstegen zijn intrek en probeerde een handel op te zetten, maar directeur Leonard Winnincx vertrouwde hem niet. Hij vroeg zich in een rapport van 28 februari af ‘wat zijn E. met ‘s Comp. affaires, daar hem door d’een en dander kant soeckt in te boren, voor heeft’.
Blijkbaar liepen de zaken voor Verstegen niet goed, want na een jaar besloot hij dienst te nemen in het leger van Dara Shikoh. Deze was bij Agra verslagen en via lange omzwervingen met zijn leger in Ahmedabad terechtgekomen, een grote handelsstad 200 kilometer ten noorden van Suratte. In januari 1659 nam Verstegen wat mensen aan, bepakte enkele karren en voegde zich bij een karavaan naar Ahmedabad. Hij werd vergezeld door ene Tombergen, de zoon van een vrijburger uit Suratte. De karavaan bestond uit honderden wagens en werd begeleid door soldaten te paard vanwege rondzwervende bandieten. Onderweg hield Verstegen een verslag en een kasboek bij in een notitieboekje. Dit werd begin jaren 1950 ontdekt tussen de Sanskriet handschriften van de bibliotheek van het fort van Bikaner in Rajasthan. In het boekje ontbreekt de naam van de auteur, maar alles wijst erop dat het om Willem Verstegen gaat.

### Ahmedabad

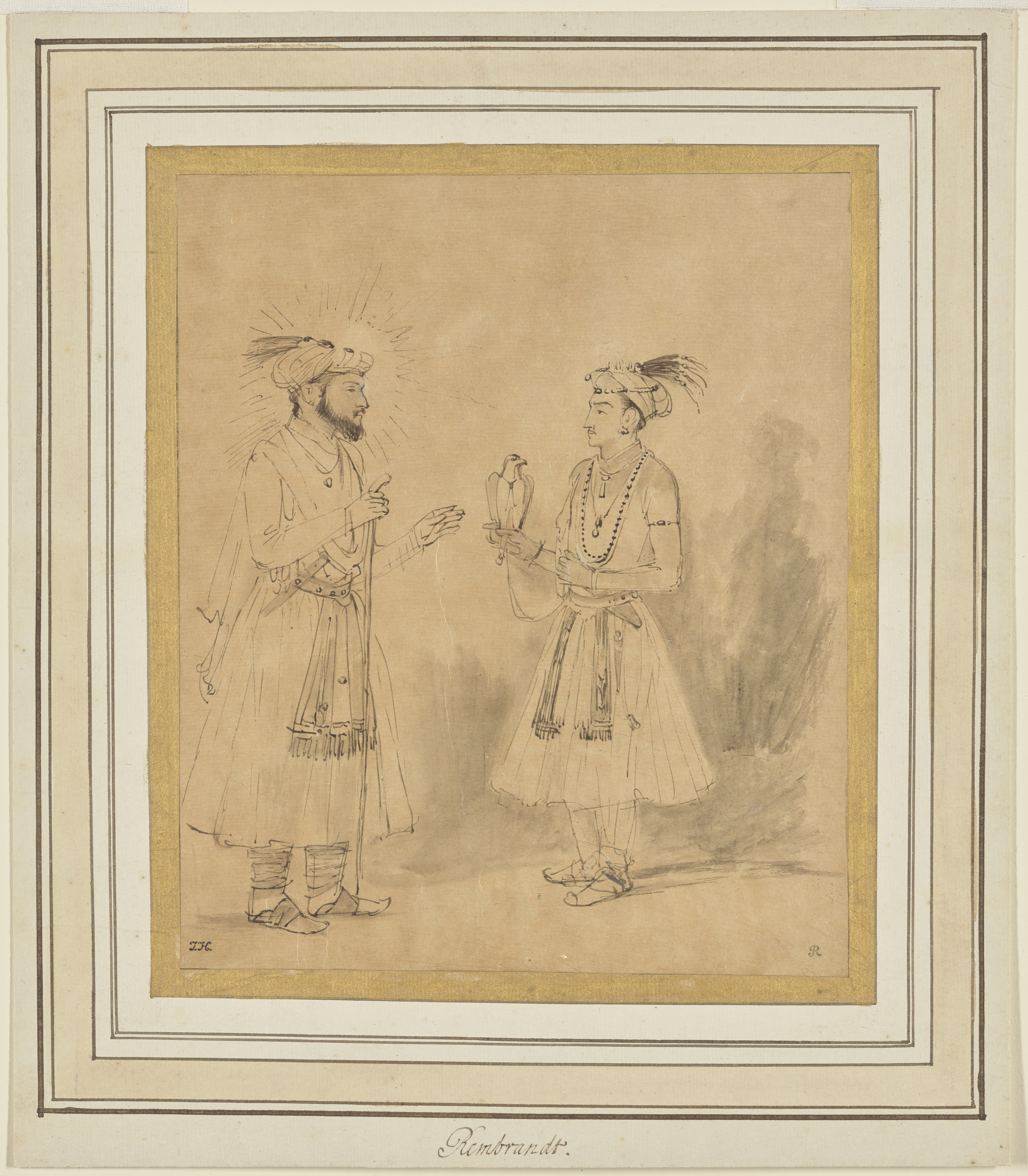
Sjah Jahan en Dara Shikoh getekend door Rembrandt.

In Ahmedabad werden Verstegen en Tombergen verzocht aan het hof te verschijnen, waar zij een onderhoud hadden met Dara Shikoh. Deze vroeg hen naar het doel van hun komst, waarop Verstegen zei dat zij 'eennichlijck en tot geen ander eijnde gekomen waren, als om Sijn Maijst. welvaren mede te helpen bevorderen', en schonk hem een met parelmoer ingelegd pistool. Van Dara Shikoh kreeg hij enkele paarden en nieuwsgierige vragen over religieuze kwesties. Dara was een vrijdenker die overeenkomsten zocht in alle religies, terwijl zijn broer Aurangzeb een strenge moslim was. Verstegen ontmoette ook andere Europeanen in dienst van Dara, waaronder ‘den docter van de koningh': de Franse arts en reiziger François Bernier. Dara had meerdere Europeanen in dienst, vooral voor de bediening van zijn kanonnen, en had beloofd ze rijkelijk te belonen als hij eenmaal op de troon zat. Wat de rol van de koopman Verstegen moest zijn is niet duidelijk.
Verstegen verving zijn bedienden door paardenknechten en reisde met Dara's leger mee naar Ajmer, waar Aurangzebs leger klaar lag voor de beslissende slag. De veldtocht voerde door de hete en droge Tharwoestijn, waar voedsel en water schaars waren. Eind februari schreef Verstegen: 'Desen dach en hebben geen water kunnen om drincken crijgen en wat een wijnich cregen was soo dick en drabbich, wanneer van 3 pond water 2 pond slijck uijt krijgen kosten, en dat om te sacken met azuijn noch mengen mosten, en stonck soo naer peerdepis dat niet om te drincken was'.

### De slag bij Deorai

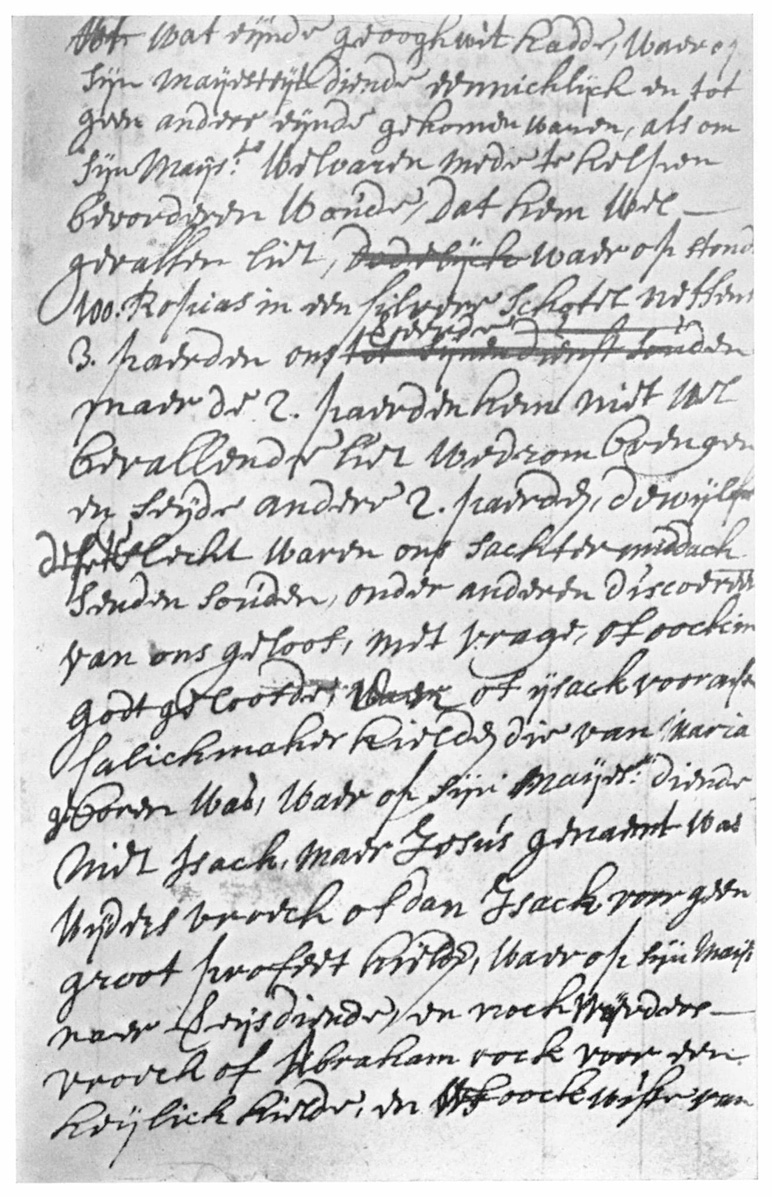
Bladzijde uit Willem Verstegens notitieboek.

Vlak voor de veldslag, die plaats vond op 11 maart 1659 in Deorai bij Ajmer, breekt Verstegens verslag af. De strijd eindigde na drie dagen in een nederlaag voor Dara Shikoh, waarna de overlevenden een goed heenkomen zochten. Dara zelf zou na een lange vlucht gevangen genomen en naar Delhi gebracht worden, waar hij in ketens door de straten werd gevoerd en onthoofd. Verstegen probeerde zoals velen terug te komen naar Ahmedabad. Zijn lot wordt wellicht beschreven door Nicolai Manucci, een Italiaanse kanonnier in dienst van Dara Shikoh, die een boek schreef over zijn belevenissen. Bij de veldslag in Deorai heeft hij het onder andere over een Nederlandse koopman die met zijn wagen op weg naar Ahmedabad wordt achterhaald door soldaten van Aurangzeb. Toen hem bevolen werd al zijn bezittingen af te geven greep hij naar zijn pistool, en werd toen van alle kanten met pijlen doorboord. Het kan zijn dat Manucci dit gehoord had van Tombergen.
'Den E. Willem Verstegen, die met den dwalende prince Darasecou sijn fortuijn sochte gemeen te maken, is in de jongste groote battalie omtrent Asmier voorgevallen, seer jammerlijck vermoort of daerelijck om 't leven gecomen', schreef Winnincx op 6 oktober. In december schreef de Raad van Indië aan de Heren XVII: 'd'e. Willem Verstegen, wie hem tevoren in dienst van den ongeluckigen oudsten prince Darasecour hadde begeven, in een rescontre van gevecht is overvallen en vermoort geworden, waermede alle sijn woelen in dese werelt, 't welck in vele gelegentheden door hem tegens d'E. Comp. aengeleyt was, een eynde genomen heeft'.

### Batavia
In april 1661 arriveerde in Bantam een Engels scheepje met bestemming Makassar. Van boord kwam Melchior Verstegen, die van daar naar Batavia ging en zei alleen te komen om de stad te bezichtigen. Toch werd hij in mei als assistent aangenomen in dienst van de Compagnie. Ook Geraerdt Verstegen nam dienst bij de VOC en werd naar Perzië en Arabië gezonden ('Gerrit Verstegen, een van d'heer Verstegens zonen, hebbende, zoo het scheen, op het zelve schip al vry veel te zeggen'). Melchior voer op het jacht Nieuwenhove met drie andere jachten, de Brouwershaven, de Terschelling en de Weesp, in 1661 naar Bengalen. Toen de Weesp schipbreuk leed vielen de opvarenden in handen van de bewoners van de Andaman Eilanden. Melchior was een van degenen die hen met een sloep te hulp schoot, maar hij kwam daarbij om het leven. In totaal 55 mannen werden door de Andamanners vermoord. Ook het jacht Terschelling leed schipbreuk op deze reis.